# Masters Doubles WCT 1984
Il Masters Doubles WCT 1984 è stato un torneo di tennis giocato sul sintetico indoor. È stata la 12ª edizione del Masters Doubles WCT, che fa parte del World Championship Tennis 1984. Il torneo si è giocato nella Royal Albert Hall di Londra in Gran Bretagna, dal 3 al 9 gennaio 1984.

## Campioni

### Doppio maschile
Pavel Složil /  Tomáš Šmíd  hanno battuto in finale  Anders Järryd /  Hans Simonsson con il punteggio di 1–6, 6–3, 7–6, 6–7, 6–4